# Mario Lupo (chimico)
Mario Lupo (Bronte, 1904 – 1986) è stato un chimico e politico italiano, nonché professore di scienze naturali, pubblicista e scrittore.

## Biografia
Laureato in chimica a Bologna nel 1925 fu il primo a parlare dei giacimenti petroliferi del territorio di Bronte in Sicilia sviluppando idee e ipotesi che dovevano essere volano di sviluppo economico-sociale.
Nell'estate del 1929 preleva campioni di gas in contrada San Nicola e in contrada Gioitto e li spedisce all'Istituto di Chimica Industriale del Politecnico di Milano per un'analisi che darà avvio alle prime perforazioni effettuate dall'AGIP nel 1939. A «Gioitto» e a «Serravalle» vengono trovate significative quantità di gas e di petrolio.
Fu il primo petrolio di Sicilia estratto con metodi razionali e figurò in tutte le mostre minerarie del tempo con la scritta «Petrolio di Gioitto (Bronte)».
Nel 1947 riprende con più slancio i suoi studi sul metano e sul petrolio di Bronte e continua la sua azione divulgativa, atta, innanzitutto, a destare una "coscienza petrolifera" nella sua gente ed a richiamare sul territorio di Bronte l'attenzione e l'intervento delle grandi società di ricerche petrolifere.
Agli inizi degli anni '50, comincia ad impegnarsi attivamente in politica. È eletto consigliere comunale una prima volta nella lista «Blocco del Popolo», successivamente come indipendente nella lista del PCI ed infine nella lista "Rinascita», che non a caso aveva come simbolo una trivella. Ricopre anche la carica di vicesindaco a Bronte dal 1956 al 1962.